# Holiday Affair
Holiday Affair ist eine US-amerikanische Romantische Komödie aus dem Jahr 1949 unter Regie von Don Hartman, der den Film auch produzierte. Das Drehbuch schrieb Isobel Lennart nach der Kurzgeschichte Christmas Gift von John D. Weaver. Im deutschsprachigen Raum wurde der Film gelegentlich mit den Titeln Die Urlaubs-Affaire und Die Dame und der Vagabund benannt, allerdings konnte sich keiner der beiden Titel dauerhaft durchsetzen.

## Handlung
Connie Ennis lebt mit ihrem sechsjährigen Sohn Timmy als alleinerziehende Mutter in New York, ihr Ehemann ist im Zweiten Weltkrieg gefallen. Seit zwei Jahren versucht ihr Verehrer, der freundliche Anwalt Carl Davis, bislang erfolglos sie in Richtung einer Heirat zu lenken. Carl hat es auch mit Timmy schwer, denn dieser idolisiert seinen verstorbenen Vater und will keinen „neuen“ Vater. In der Vorweihnachtszeit verdient Connie sich zusätzliches Geld als Wettbewerbskäuferin; sie vergleicht also für ein Kaufhaus die Preise verschiedener Konkurrenz-Kaufhäuser auf bestimmte Produkte, was eigentlich illegal ist. In einem Kaufhaus kauft sie einen besonders teuren Spielzeugzug für ihr Kind, stellt aber keine einzige Frage dazu – das macht sie bei dem dortigen Aushilfsverkäufer Steve Mason verdächtig.
Als Connie am nächsten Tag den Spielzeugzug zurückgeben will, überführt Steve sie, was das Ende ihres Jobs zur Folge hätte. Connie erklärt ihm ihre schwierige Situation und er lässt sie entgegen den Geschäftsanordnungen laufen, weshalb er postwendend gefeuert wird. Steve lädt Connie dennoch auf ein Mittagessen ein und die beiden sind sich schnell sympathisch. Der Weltkriegsveteran Steve erzählt ihr von seinen Plänen, in Kalifornien mit einem Freund Boote zu bauen, wofür er Geld spart. Er hilft Connie nachmittags bei den weiteren Einkäufen, doch werden sie in einer Menschenmenge getrennt. Über Umwege findet Steve ihre Adresse und trifft in der Wohnung auch auf Carl und Timmy. Carl will in dieser Situation sich bei Timmy in der Vaterrolle profilieren, was aber gründlich misslingt. Timmy findet Steve interessant und erzählt ihm auch, dass er in der letzten Nacht den Spielzeugzug gesehen hat und traurig darüber ist, dass dieser offenbar nicht für ihn gedacht war.
Am Weihnachtsmorgen entdeckt Timmy dann ebenjenen Zug vor der Wohnungstür. Connie ist schnell klar, dass trotz seiner bescheidenen Finanzlage Steve der Käufer sein muss, und will ihn ausbezahlen – insbesondere da sie inzwischen, wohl als Reaktion auf ihre Begegnung mit Steve, konkrete Heiratspläne mit Carl geschmiedet hat. Steve lehnt aber Connies Geld für den Zug ab und nimmt nur eine Krawatte an, die eigentlich für Carl gedacht war. Steve kritisiert ihre Heiratspläne, denn mit Carl, der ein netter Mann sei, aber den sie nicht liebe, wolle sie nur ein ruhiges, sicheres Leben führen. Connie kehrt nach Hause zurück, doch trifft sie Steve schon wenig später wieder, ausgerechnet vor Gericht: dieser wurde unter Verdacht eines Diebstahls festgenommen, doch Connie kann als Zeugin die abstrusen Umstände aufklären. Im Anschluss wird Steve zum Weihnachtsdinner der Familie Ennis eingeladen, bei dem er offen ausspricht, dass Connie lieber ihn heiraten solle. Connie ist sichtlich aufgewühlt und bittet Steve zu gehen.
Timmy geht an einem der folgenden Tage ins Kaufhaus, um seinen Zug zurückzugeben – er weiß inzwischen, dass der klamme Steve das Geld des Spielzeugzuges eigentlich besser für ein Zugticket nach Kalifornien gebrauchen kann, und will ihm das Geld zurückgeben. Er dringt bis zu dem Kaufhausbesitzer Crowley vor, der ihm den Zug erstattet und ihn nach Hause bringt. Als Connie und Carl mit ihrem Auto vor Steves Pension stehen, möchte sie Steve nicht persönlich das Geld überreichen und will stattdessen Carl vorschicken. Carl zählt daraufhin mit juristischem Sachverstand verschiedene Fakten der letzten Tage auf, die ihm gezeigt haben, dass Connie nicht ihn, sondern Steve liebt. Sie trennen sich freundschaftlich. Connie gibt daraufhin selbst Steve das Geld zurück, der inzwischen aber nicht mehr an ihr interessiert scheint, da er den Schatten ihres toten Ehemanns fürchtet. Er will mit dem Mitternachtszug am Jahreswechsel New York in Richtung Kalifornien verlassen. Am Silvesterabend überredet Timmy seine Mutter, Steve in seinem Zug aufzusuchen. Glücklich schließen sich Steve, Connie und Timmy in die Arme.

## Hintergrund
Nachdem der Film Das Wunder von Manhattan 1947 ein großer Erfolg gewesen war, begann Hollywood vermehrt Weihnachtsfilme zu drehen. Bevor Robert Mitchum und Janet Leigh die Hauptrollen erhielten, waren zunächst Cary Grant und seine damalige Verlobte Betsy Drake, dann James Stewart, Montgomery Clift und Teresa Wright als Stars im Gespräch gewesen. Janet Leigh war damals eine relative Newcomerin und spielte, gerade 22-jährig, die Mutter eines sechsjährigen Sohnes. Ihre drei Filme dauernde Ausleihe von ihrem Heimatstudio Metro-Goldwyn-Mayer nach RKO Pictures war für sie eine eher unglückliche Zeit, vor allem da ihr der RKO-Studiobesitzer Howard Hughes häufiger nachstellte, doch sie beschrieb die Arbeit mit Regisseur Hartman und Robert Mitchum als harmonisch. Mitchum hatte bei dem Filmdreh gerade eine kurze Haftstrafe wegen des Besitzes von Marihuana hinter sich, die seiner Popularität keinen Abbruch tun sollte. Dennoch hoffte man, den in den Jahren zuvor vor allem durch die Darstellung von hartgesottenen Typen in Film noirs bekannt gewordenen Mitchum mit dieser Liebeskomödie auch vermehrt in romantischeren Rollen zu etablieren.
Don Hartman, der Regisseur und Produzent des Films, hat einen Cameo-Auftritt als Mann, der die Telefonzelle verlässt. Für das Szenenbild waren Carroll Clark und Albert S. D’Agostino verantwortlich, die Setgestaltung übernahmen Darrell Silvera und William Stevens. Howard Greer entwarf die Kostüme für Janet Leigh, während Constantin Bakaleinikoff als musikalischer Leiter für das Einspielen von Roy Webbs Soundtrack verantwortlich war.
Der Film machte einen Verlust von rund 300.000 US-Dollar, woraufhin RKO Pictures sogar den Vertrag mit Don Hartman auflöste. Es war erst sein zweiter Film für das Studio gewesen. Holiday Affair hatte allerdings ein längeres Nachleben und gilt insbesondere in den USA dank Fernsehausstrahlungen heute als „kleiner Weihnachtsfilmklassiker“.

## Kritiken
Bosley Crowther war in der New York Times vom 24. November 1949 von der „liebenswerten kleinen Romanze“ persönlich wenig angetan, gab aber zu: „Ohne Zweifel, sehr viele Leute werden diesen Zucker für sie geschmackvoll finden. Diese Ecke findet ihn zu zückersüß, sowohl für Glaubwürdigkeit als auch für Entzücken.“ Mitchums Charme wirke mechanisch wie die Elektrikzüge, während Janet Leigh eine egoistische, oberflächliche Figur verkörpern müsse. Der All Movie Guide stimmt Crowther bezüglich der Süßlichkeit und Sentimentalität des Stoffes zu, doch seien die Darstellungen von Leigh, Corey und insbesondere dem ungewohnt besetzten Mitchum gelungen. Das Drehbuch sei mitunter manipulativ, aber gut strukturiert und wisse, wie man den Zuschauer berühren könne – und so sei Holiday Affair „eine liebe kleine Art, seine Emotionen zu fühlen.“
Viele Kritiken späterer Jahre preisen den Film zwar nicht als Meisterwerk, sind ihm aber freundlich gestimmt: Ein „gutmütiger, romantischer Film“ (Philip French für The Observer), „leichtgewichtig, aber angenehm“ (Susan King für die Los Angeles Times), „charmante Saisonware“ (Marc Lee für The Telegraph), „perfekt für die, die ihre Weihnachtsfilme retro, süß und entspannt (…) mögen“ (Dennis Schwartz). Für den TV Guide gab Mitchum in einer für ihn ungewohnten Rolle eine „überraschend starke Performance“ ab. Das Magazin Vulture nahm den Film 2018 in ihre Liste der 40 besten Weihnachtsfilme auf und lobte vor allem Robert Mitchum, der mit seiner hartgesottenen Ausstrahlung eine „seltsame Energie“ in die Liebesgeschichte bringe.

## Neuverfilmung
1996 erschien eine gleichnamige Neuverfilmung als Fernsehfilm unter Regie von Alan Myerson mit Cynthia Gibb und David James Elliott in den Hauptrollen. In Deutschland lief der Film unter dem Titel Zwei Väter unterm Weihnachtsbaum im Fernsehen.